# Oleg Alekszandrovics Satov
Oleg Alekszandrovics Satov (oroszul: Олег Александрович Шатов; Nyizsnyij Tagil, 1990. július 29. –) válogatott orosz labdarúgó, jelenleg a Zenyit Szankt-Petyerburg játékosa.

## Fordítás
- Ez a szócikk részben vagy egészben  az   Oleg Shatov című angol Wikipédia-szócikk fordításán alapul.  Az eredeti cikk szerkesztőit annak laptörténete sorolja fel. Ez a jelzés csupán a megfogalmazás eredetét és a szerzői jogokat jelzi, nem szolgál a cikkben szereplő információk forrásmegjelöléseként.